# 鈣補充劑
鈣補充劑（英語：Calcium supplement）多數是以鈣鹽的形式存在。一般只有膳食中鈣含量不足時才需補充。透過口服可用於治療和預防低血鈣症、骨質疏鬆症和佝僂病。透過靜脈注射可用於治療導致肌肉痙攣的低血鈣症，以及高血鉀症或高血鎂症。
使用後常見的副作用有便秘和噁心。口服後導致高血鈣症的案例並不常見。鈣補充劑似乎會升高腎結石的風險，與飲食來源的鈣不同。一般成人每日需要攝入約一克的鈣。鈣對於骨骼、肌肉和神經尤其重要。
鈣補充劑用於醫療用途始於19世紀。它已被列入世界衛生組織基本藥物標準清單。這些補充劑均為通用名藥物。它於2021年是美國排名第235的最常用處方藥，開立的處方箋數量超過100萬張。也有與維生素D合併作為複方劑在市面販售。於2020年，這種鈣/維生素D組合在美國最常用處方藥物中排名第215位，開立處方箋的數量超過200萬張。

## 對健康的影響

### 骨骼健康
對於身體健康者而言，並無攝取補充鈣劑來維持骨密度的必要，且風險大於益處。無論男性或女性，攝取鈣補充劑與髖部骨折風險均無顯著相關性。美國預防服務工作小組建議不要每天補充鈣或維生素D。根據一篇於2006年發表的評論，雖然健康兒童透過補充鈣而骨礦物質密度略有增加，但似乎沒攝取額外膳食鈣的必要。

### 對心血管影響
有充分的證據顯示個體每日補充1,000毫克至1,500毫克鈣可讓沒有血壓疾病的成年人的血壓適度降低，表示身體有足夠的鈣水平可能有助於預防高血壓。

### 癌症
美國國家癌症研究所不建議攝取鈣補充劑來降低罹患癌症的風險。有微弱的證據表明鈣補充劑可能對大腸腺瘤性息肉的形成具有預防作用，但尚不足以推薦使用這種補充劑。

## 副作用
在長達數週或數月過量服用碳酸鈣抗酸劑/膳食補充劑（例如Tums）可能會導致乳鹼症候群，症狀包括高鈣血症及可能致命的腎衰竭。至於什麼才算"過度"攝取尚無明確定義，且據推測會因人而異。每天攝取超過10克碳酸鈣（= 4克鈣）的人有罹患乳鹼症候群的風險，但至少有一名每天僅攝取2.5克碳酸鈣（=1克鈣）即患病的案例（通常此份量被認為是適度且安全的）。 
一項於2023年進行的系統性回顧發現補充鈣與心肌梗塞、中風、心臟衰竭和心血管/全因死亡率無關聯。
鈣補充劑可能會導致使用個體形成腎結石。
急性鈣中毒很少見，在不做靜脈注射鈣的情況下很難發生。例如大鼠口服碳酸鈣和氯化鈣的半數致死量分別為6.45和1.4克/公斤。 

## 交互作用
口服鈣補充劑在四到六小時內又使用左旋甲狀腺素會降低後者的吸收率。因此同時或接近同時使用會對於罹患甲狀腺癌、心血管疾病或鬱抑症患者產生臨床上的重要影響，安排充分的時間間隔使用將很重要。

## 吸收
腸道吸收鈣的能力會受到維生素D水平、腸道酸度、年齡、雌激素水平和膳食纖維攝取量等因素的影響。它會隨著年齡增長、維生素D水平降低、胃酸過少、雌激素水平降低和高纖維飲食而降低。鈣在小腸中的吸收有主動和被動方式，維生素D水平低會損害主動吸收。鈣吸收隨25-羥基維他命D[25(OH)D]水平的變化而變化，也受到飲食因素和遺傳的影響。個體吸收鈣的能力有差異，吸收量與膳食鈣總攝取量、膳食纖維、酒精攝取量及體力活動呈負相關，與體重指數、飲食脂肪攝取量及1,25-二羥基維他命D和副甲狀腺素水平呈正相關。

## 排泄
鈣質主要透過尿液和糞便從人體排出。幾個會影響尿鈣流失率的因素中包括咖啡因、蛋白質和鈉的攝取量以及低水平雌激素。咖啡因攝取與骨質流失有關，尤其是對年齡在66歲-77歲的女性。每天攝取超過300毫克咖啡因的女性通常會比每天攝取少於或等於300毫克的女性發生更多的脊椎骨質流失。維生素D受體 (VDR) 的遺傳變異也發揮一定作用。

## 藥物類型
靜脈注射製劑有氯化鈣和葡萄糖酸鈣。口服製劑有乙酸鈣、碳酸鈣、檸檬酸鈣、葡萄糖酸鈣、乳酸鈣和磷酸鈣。
- 人體對大多數食物中和常用膳食補充劑中鈣的吸收非常相似。[27]此與許多鈣補充劑製造商在其宣傳材料中所稱的不同。對兩種最常見的鈣鹽 - 碳酸鈣和檸檬酸鈣吸收的研究顯示出不同的結果。研究發現對於維生素D充足的更年期後女性在隨餐服用，兩者的生物利用度相同。然而，檸檬酸鈣在一些更年期後女性中顯示出更好的生物利用度，這可能是由於胃酸分泌量較低的緣故。因此建議患有胃酸缺乏症和服用降低胃酸藥物的患者服用檸檬酸鈣。碳酸鈣是最常見、最便宜的鈣形式，含有40%的元素鈣，而檸檬酸鈣補充劑僅含有21%的鈣，因此需要更多片劑才能取得同等劑量。碳酸鈣是建議的補充劑，隨餐服用時吸收良好，並提供更多的元素鈣，但檸檬酸鈣應用於疑似胃酸缺乏或有吸收障礙的個體。[26]
- 每公升牛奶天然含有約1,200毫克元素鈣，主要為磷酸鈣，其濃度遠高於磷酸鈣鹽的溶解度。牛奶中鈣的生物利用度約為30%至35%，且不受標籤、乳糖含量或發酵方法的影響。[28][29][30][31]
- 果汁或豆漿等各種含鈣飲料隨處可見，為增加鈣攝取量提供方便的方法。它們對於吞嚥大片劑有困難的人、兒童、素食主義者和乳製品過敏或不耐受的人特別有益。但從這些產品中吸收的鈣可能不如從牛奶或其他傳統來源吸收的。[26]
- 碳酸鈣是最常見且最便宜的鈣補充劑。它應與食物一起服用，且依賴低pH值（酸性）才容易在腸道中吸收。[32][33]一些研究顯示從碳酸鈣中吸收鈣與從牛奶中吸收鈣相似。[34][35]碳酸鈣與檸檬酸鈣相比，需要更多的胃酸才能吸收，通常會建議胃酸水平正常至高的個體使用。[26]
- 磷酸鈣的成本高於碳酸鈣，但低於檸檬酸鈣。磷酸鈣微晶是用作膳食補充劑的幾種磷酸鈣之一，其鈣含量約為40%。[36]
- 由於1980年代於骨粉中發現鉛、砷、汞和鎘等重金屬，基本上已停止用其作為鈣補充劑。[37][26]隨後出現以磷酸鈣微晶替代。磷酸鈣微晶由牛骨中萃取，於人骨的礦物質相似，磷酸鈣微晶除含鈣之外，還含有重要礦物質如磷、鎂及稀有元素。[38]
- 抗酸藥通常含有碳酸鈣，是一種常見且廉價的鈣補充劑。[39][40][41][32]
- 珊瑚鈣（英语：Coral calcium）是從化石珊瑚礁中提煉的鈣鹽。珊瑚鈣由碳酸鈣和微量礦物質組成。其獨特健康益處的說法已遭到懷疑。[26]
- 檸檬酸鈣可不與食物一起服用，是胃酸缺乏（英语：Achlorhydria）或正在服用H2受體阻抗劑或氫離子幫浦阻斷劑的人首選補充劑。[42]檸檬酸鈣的元素鈣含量約為21%。 1000毫克片劑可提供210毫克鈣。它比碳酸鈣價格更高，並且必須服用更多才能獲得相同數量的鈣。
- 乳酸鈣的吸收率與碳酸鈣相似，[43]但價格較貴。
- 葡萄糖酸鈣是葡萄糖酸中鈣的一種形式，含有9%的元素鈣，濃度低於碳酸鈣等其他形式。適合低胃酸或服用抗酸劑藥物的人使用。使用較大數量的葡萄糖酸鈣才能達到補充足夠數量鈣的目的。[26]
- 每克氯化鈣約含27.2%(272毫克)元素鈣，表示每克氯化鈣含有272毫克可供吸收的鈣。這種高鈣含量是氯化鈣經常用於醫療和作為鈣補充劑的原因之一。[44]然而處理氯化鈣時應謹慎，因為它在水中溶解時有可能釋放熱能，會釋導致口腔、喉嚨、食道和胃部受損和灼傷。事實上曾有因氯化鈣燒傷而導致胃壞死的案例。[45][46][47]

一些鈣補充劑中會添加維生素D。適量的維生素D很重要，因為其可在體內轉化為一種激素，然後誘導可吸收鈣的腸道蛋白質合成。

## 標籤
就美國膳食補充劑和食品標籤上的說明，每份的含量以毫克為單位並以每日攝取量的百分比 (%DV) 表示。重量是針對補充劑中化合物的鈣部分（例如檸檬酸鈣）的重量。為標籤的目的，每日攝取量的100%為1,000毫克，但在2016年5月修訂為1,000–1,300 毫克。美國和加拿大食品營養標籤上顯示的參考每日攝入量中提供有更改前後每日攝取量參考。食品和補充劑公司必須在2018年7月之前遵照做更新。